# Точка перегиба

График функции y = x^{3} с точкой перегиба (0, 0), также являющейся седловой точкой.

Корни, стационарные точки, точки перегиба и выпуклость кубического многочлена x^{3} − 3x^{2} − 144x + 432 (чёрная линия) и его первой и второй производных (красная и синяя линии).

Точка перегиба — точка плоской кривой, в которой её ориентированная кривизна меняет знак. Если кривая является графиком функции, то в этой точке выпуклая часть функции отделяется от вогнутой (то есть вторая производная функции меняет знак).

## Определения
Точка (простого) перегиба регулярной кривой — это такая точка этой кривой, в которой касательная к кривой имеет с ней соприкосновение второго порядка и разбивает кривую, то есть точки кривой, лежащие в некоторой окрестности данной точки по разные стороны от этой точки, лежат также по разные стороны от касательной. Если кривая 2-регулярна, то условие заменяется на следующее: ориентированная кривизна кривой при переходе через точку перегиба изменяет знак.
Точкой высшего (вырожденного) перегиба кривой называется такая её точка, касательная к кривой в которой имеет с ней соприкосновение, порядок которого не ниже трёх, и касательная разбивает кривую.
Условие смены знака ориентированной кривизны не равносильно разбиению кривой на вогнутую и выпуклую часть. Так, в случае точки возврата кривая может не иметь касательной. Для исключения этого вышеприведённых определениях требуется регулярность кривой. Более интересный случай — функция {\displaystyle y=x^{5}(1+\sin ^{2}{\frac {1}{x}})} при {\displaystyle x\neq 0,y=0} при {\displaystyle x=0}, которая в точке 0 касается оси x и пересекает её, но меняет знак вблизи нуля бесконечное число раз; здесь даже существует вторая непрерывная производная. Для исключения такого случая требуют, чтобы функция имела изолированный экстремум (см. ниже).
Точка кривой называется точкой распрямления, если кривизна кривой в этой точке равна нулю.
Иногда точку распрямления кривой, не являющуюся точкой перегиба этой кривой, называют параболической точкой распрямления.
Дифференцируемая функция имеет точку перегиба {\displaystyle (x,f(x))} тогда и только тогда, когда её первая производная, {\displaystyle f'}, имеет изолированный экстремум в точке {\displaystyle x} (это не то же самое, что {\displaystyle f} имеет экстремум в этой точке). То есть в некоторой окрестности точки {\displaystyle x} имеется одна и только одна точка, в которой {\displaystyle f'} имеет (локальный) минимум или максимум. Если все экстремумы функции {\displaystyle f'} изолированы, то точка перегиба — это точка на графике {\displaystyle f}, в которой касательная пересекает кривую.
Высшей (вырожденной) вершиной регулярной кривой называется такая её точка, в которой соприкасающаяся окружность имеет с ней касание, порядок которого выше третьего.
Восходящая точка перегиба — это точка перегиба, где производная имеет локальный минимум, и нисходящая точка перегиба— это точка перегиба, где производная имеет локальный максимум.
Для алгебраической кривой несингулярная точка является точкой перегиба тогда и только тогда, когда кратность точки пересечения касательной с кривой нечётна и больше двух.

## Свойства
Точка перегиба {\displaystyle m} однозначно характеризуется двумя свойствами:
- в точке {\displaystyle m} кривая имеет единственную касательную,
- в достаточно малой окрестности точки {\displaystyle m} кривая расположена внутри одной пары противоположных углов, образуемых касательной и нормалью.

Если кривая задана как график дифференцируемой функции {\displaystyle f}, точка перегиба является точкой экстремума для {\displaystyle f'}.

## Необходимое и достаточное условия

График функции f(x) = sin(2x) от −π/4 до 5π/4. Заметьте, вторая производная функции f равна f″(x) = −4sin(2x). Касательная отражена зелёным цветом, где кривая выпукла (под касательной), синим, где кривая вогнута (выше касательной), и красным цветом в точках перегиба 0, π/2 и π

Если {\displaystyle x} является точкой перегиба для {\displaystyle f}, то вторая производная {\displaystyle f''(x)} равна нулю, если существует, но это условие не является достаточным. Требуется, чтобы наименьший порядок ненулевой производной (выше второй) был нечётным (третья, пятая и т. д. производные). Если наименьший порядок ненулевой производной чётен, точка не является точкой перегиба, а является параболической точкой распрямления . В алгебраической геометрии, однако, как точки перегиба, так и точки спрямления обычно называют точками перегиба.
Определение предполагает, что {\displaystyle f} имеет ненулевую производную более высокого порядка по {\displaystyle x}, которая не обязательно существует. Но если таковая существует, из определения следует, что знак {\displaystyle f'(x)} постоянен по обеим сторонам от {\displaystyle x} в окрестности точки {\displaystyle x}.
Достаточное условие точки перегиба:
1) Достаточным условием точки перегиба является:
Если {\displaystyle f(x)} {\displaystyle k} раз непрерывно дифференцируема в некоторой окрестности точки {\displaystyle x}, где {\displaystyle k} нечётно и {\displaystyle k\geq 3}, {\displaystyle f^{(n)}(x_{0})=0} для {\displaystyle n=2,\dots ,k-1} и {\displaystyle f^{(k)}(x_{0})\neq 0}, то {\displaystyle x_{0}} является точкой перегиба {\displaystyle f(x)}.
2) Другое достаточное условие требует, чтобы {\displaystyle f''(x+\varepsilon )} и {\displaystyle f''(x-\varepsilon )} имели разные знаки в окрестности точки x при условии, что в данной точке существует касательная.

## Классификация точек перегиба
Точки перегиба можно классифицировать согласно производной {\displaystyle f'(x)}:
- если {\displaystyle f'(x)} равно нулю, точка является стационарной точкой перегиба;
- если {\displaystyle f'(x)} не равно нулю, точка является нестационарной точкой перегиба.

y = x^{4} — x имеет вторую производную в точке (0,0), но она не является точкой перегиба, поскольку четвёртая производная является первым ненулевым порядком производной (третья производная равна нулю).

Примером седловой точки является точка {\displaystyle (0,0)} графика {\displaystyle y=x^{3}}. Касательной служит ось {\displaystyle x}, и она разделяет график в этой точке.
Нестационарные точки перегиба можно продемонстрировать графиком функции {\displaystyle y=x^{3}}, если его чуть повернуть относительно начала координат. Касательная в начале координат всё ещё делит график на две части, но градиент не равен нулю.

## Функции с разрывами
Некоторые функции меняют выпуклость/вогнутость в некоторой точке, но не имеют в этой точке перегиба. Вместо этого они могут менять кривизну при переходе вертикальной асимптоты или в точке разрыва. Возьмём, например, функцию {\displaystyle 2x^{2}/(x^{2}-1)}. Она выпукла при {\displaystyle |x|>1} и вогнута при {\displaystyle |x|<1}. Однако у этой функции нет точки перегиба, поскольку {\displaystyle 1} и {\displaystyle -1} не принадлежат области определения функции.